# 北国分
北国分（きたこくぶん）は、千葉県市川市の地名。現行行政地名は北国分一丁目から北国分四丁目。郵便番号は272-0836。

## 地理
市川市北部に位置する。地内は住宅地となっており、地内中央の地下を北総鉄道北総線が通るほか、一丁目に小塚山公園、一丁目に近接して、北総線矢切駅、四丁目に一条会病院がある。また、地内には生産緑地が多く設定されているため、広大な畑や果樹園が広がっている。南西部には東京外環自動車道が通る。また、市内の菅野、八幡、真間などと共に文学者や小説家、作家に縁のある地で、小説家・劇作家である井上ひさしが居住していた。井上の作品『空き缶ユートピア』は、北国分を冠する「北国分アパート」が舞台となっている。
東は堀之内、西は松戸市三矢小台・下矢切、南は国府台・中国分、北は松戸市大橋・二十世紀が丘萩町と接している。

### 地価
住宅地の地価は、2014年（平成26年）1月1日の公示地価によれば、北国分4-4-11の地点で16万円/m2となっている。

## 歴史

### 沿革
- 1869年（明治2年） - 葛飾県葛飾郡国分村となる。
- 1871年（明治4年） - 廃藩置県、県の統合により印旛県葛飾郡国分村となる。
- 1873年（明治6年） - 県の統合及び、郡の分割により千葉県東葛飾郡国分村となる。
- 1889年（明治22年） - 東葛飾郡須和田村、曽谷村、稲越村、下貝塚村と合併し、東葛飾郡五常村大字国分となる。
- 1890年（明治23年）5月23日 - 五常村が国分村に村名を変更。東葛飾郡国分村大字国分となる。
- 1934年（昭和9年）11月3日 - 市川町、八幡町、中山町と合併、市制施行。市川市大字国分となる。
- 1951年（昭和26年）12月1日 - 市内の大字を町に変更。それに伴い、市川市北国分町となる。
- 1971年（昭和46年）9月29日 - 北国分町の一部で住居表示施行。市川市北国分一丁目・二丁目となる。
- 1972年（昭和47年）2月1日 - 北国分町の一部で住居表示施行。市川市北国分一丁目 - 四丁目となる。

### 地名の由来
旧大字国分の北部に位置することより。国分は、当地に置かれた「下総国分寺」から。

## 世帯数と人口
2017年（平成29年）9月30日現在の世帯数と人口は以下の通りである。
| 丁目         | 世帯数    | 人口    |
| ------------ | --------- | ------- |
| 北国分一丁目 | 604世帯   | 1,351人 |
| 北国分二丁目 | 664世帯   | 1,547人 |
| 北国分三丁目 | 538世帯   | 1,244人 |
| 北国分四丁目 | 576世帯   | 1,426人 |
| 計           | 2,382世帯 | 5,568人 |

## 小・中学校の学区
市立小・中学校に通う場合、学区は以下の通りとなる。
| 丁目         | 番地 | 小学校               | 中学校             |
| ------------ | ---- | -------------------- | ------------------ |
| 北国分一丁目 | 全域 | 市川市立国府台小学校 | 市川市立第一中学校 |
| 北国分二丁目 | 全域 | 市川市立国府台小学校 | 市川市立第一中学校 |
| 北国分三丁目 | 全域 | 市川市立国府台小学校 | 市川市立第一中学校 |
| 北国分四丁目 | 全域 | 市川市立国府台小学校 | 市川市立第一中学校 |

## 施設
- さかえ保育園
- 一条会病院
- 小塚山公園
- 禅照庵